# Florence Falls
Florence Falls är ett vattenfall i Australien. Det ligger i territoriet Northern Territory, omkring 71 kilometer söder om territoriets huvudstad Darwin. Florence Falls ligger 85 meter över havet.
Trakten runt Florence Falls är nära nog obefolkad, med mindre än två invånare per kvadratkilometer.. Det finns inga samhällen i närheten. 
I omgivningarna runt Florence Falls växer huvudsakligen savannskog. Genomsnittlig årsnederbörd är 1 882 millimeter. Den regnigaste månaden är januari, med i genomsnitt 467 mm nederbörd, och den torraste är juni, med 1 mm nederbörd.